# Berliner Schnauze (singel)
Berliner Schnauze – singel niemieckiego rapera Bass Sultan Hengzt. Została wydana płyta CDM oraz nakręcony teledysk, w którym pojawiają się raperzy Sido i Harris. Premiera singla odbyła się 27 stycznia 2006 roku w Niemczech. Singiel został wydany nakładem wytwórni Amstaff/Murderbass.
Premiera albumu "Berliner Schnauze" miała miejsce 3 marca. Na singlu oprócz oryginalnej wersji kawałka znajdziemy także wersję ocenzurowaną, instrumentalną, 3 remixy oraz teledysk. 